# Zerbe Air Sedan
El Zerbe Air Sedan fue un proyecto de avión de pasajeros monomotor cuatriplano estadounidense iniciado por el profesor James Slough Zerbe en 1918. El aparato realizó un vuelo en 1921, resultó dañado durante el aterrizaje y fue abandonado.

## Diseño y desarrollo
En 1918, Zerbe llegó a Fayetteville (Arkansas) para empezar a trabajar en un avión de pasajeros para empresarios locales. El avión, terminado en 1919, era un cuadriplano de alas escalonadas de igual distancia, con doble  arqueamiento y alas principales de lamas. Equipado sin plano de cola ni alerones, la máquina se controlaba mediante alas "ganged" o unidas por eslabones con incidencia variable.
La cabina de pasajeros estaba hecha de madera contrachapada y totalmente cerrada con tren de aterrizaje acoplado. Se utilizó un propulsor francés excedente de la Primera Guerra Mundial , y se ha informado de que era un LeRhône con motor de 90 HP (67 kW)  o un Gnôme con 100 HP (75 kW) de motor rotativo, pero las pruebas sugieren que en realidad era un Le Rhône 9J de 110 HP (82 kW).[cita requerida]

## Historia operativa
El Air Sedan fue pilotado por Tom Flannery en su primer y único vuelo en 1921 en el recinto ferial del condado de Washington en Fayetteville. La aeronave despegó y ascendió rápidamente a 30 m, voló aproximadamente 300 m y sufrió daños importantes durante el aterrizaje.
Un informe afirma: "Después de eso Zerbe abandonó la ciudad para no volver a ser oído ni visto. (Murió en Nueva York en 1921). Se desconoce qué ocurrió con el avión dañado abandonado".